# Keith Murray (zanger)

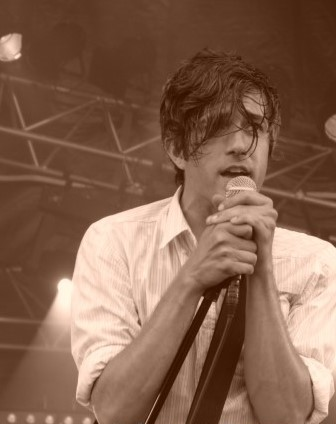
Keith Murray in 2006

Keith Murray (Williamsburg, Brooklyn, 10 mei 1977) is een Amerikaanse zanger en gitarist. 
Murray studeerde in de tweede helft van de jaren negentig aan Pomona College, waar hij Chris Cain en Scott Lamb ontmoette. In 1997 richtten zij de groep We Are Scientists op.